# Laguna Cullicocha
La Laguna Cullicocha (en français : lac Cullicocha) est un lac glaciaire de la cordillère Blanche. Il est situé dans la province de Huaylas, région d'Ancash, au Pérou, à 4 607 m d'altitude, à l'intérieur du parc national de Huascaran.
Un réservoir a été construit et mis en service en 1992 pour alimenter la centrale hydroélectrique Cañón del Pato gérée par Duke Energy.